# 5905-ös busz
Az 5905-ös jelzésű autóbuszvonal helyközi autóbuszjárat Kaposvár és Balatonmáriafürdő között, melyet a Volánbusz Zrt. lát el.

## Közlekedése
A járat Kaposvárt és Balatonmáriafürdőt köti össze Balatonlellén át.

## Megállóhelyei
| 0  | Kaposvár, autóbusz-állomás                           | 59 | 12, 13, 20, 21, 23, 26, 27, 31, 32, 33, 40, 41, 42, 43, 44, 45, 46, 47, 51, 61, 62, 70, 71, 72, 73, 74, 75, 81, 82, 83, 84, 85, 86, 87, 88, 89, 90, 91 1172, 1174, 1175, 1176, 1503, 1569, 1578, 1579, 1592, 1593, 1641, 1665, 1668, 1673, 1725, 1742 5606, 5690, 5900, 5906, 5910, 5912, 5913, 5914, 5916, 5917, 5918, 5920, 5922, 5923, 5924, 5925, 5928, 5930, 5931, 5932, 5934, 5935, 5940, 5942, 5947, 5950, 5960, 5962, 5964, 5966, 5969, 5970, 5972, 5974, 5976, 5980, 5982, 5984, 5985, 5986, 5987, 5988, 5989, 5991, 6011, 6041 |
| 1  | Kaposvár, Berzsenyi utca felüljáró                   | 58 | 13, 40, 41, 70, 71, 72, 73 5606, 5900, 5906, 5910, 5912, 5913, 5914, 5916, 5918, 5922, 5923, 5924, 5925, 5928, 5931, 5934, 5935, 5950, 5960, 5962, 5964, 5966, 5969, 5970, 5972, 5974, 5976, 5980, 5982, 5984, 5985, 5986, 5987, 5988, 5989, 5991, 6011 |
| 2  | Kaposvár, Füredi utcai csomópont                     | 57 | 32, 33, 40, 41, 70, 71, 72, 73 5900, 5906, 5910, 5914, 5916, 5918, 5922, 5924, 5925, 5928, 5932, 5935, 5950, 5960, 5962, 5964, 5966, 5969, 5970, 5972, 5974, 5976, 5980, 5982, 5984, 5985, 5986, 5987, 5988, 5989, 5991, 6041 |
| 3  | Kaposvár, Kinizsi lakótelep                          | 56 | 20, 23, 26, 27, 42, 47, 70, 71, 72, 73 5900, 5906, 5991, 6041 |
| 4  | Kaposvár, Volán-telep                                | 55 | 23, 26, 47, 70, 71, 72, 73 5900, 5906, 5991, 6041 |
| 5  | Kaposvár (Kaposfüred), Kaposfüredi utca 104.         | 54 | 23, 26, 47, 70, 71, 72, 73 5900, 5906, 5991, 5991 |
| 6  | Kaposvár (Kaposfüred), központ                       | 53 | 23, 26, 47, 70, 71, 72, 73 5900, 5906, 5991, 5991 |
| 7  | Kaposvár, Deseda parkerdő                            | 52 | 5900, 5906, 5991, 5991 |
| 8  | Somogyaszaló, Petőfi utca                            | 51 | 5900, 5906, 5991, 5991 |
| 9  | Somogyaszaló, kultúrház                              | 50 | 5900, 5906, 5991, 5991 |
| 10 | Somogyaszaló, kultúrház                              | 49 | 5900, 5906, 5991, 5991 |
| 11 | Somogyaszaló, Kossuth utca 20.                       | 48 | 5900, 5906, 5991, 5991 |
| 12 | Mernye, alsó                                         | 47 | 1175, 1592, 1665 5900, 5906, 5991, 6041 |
| 13 | Mernye, központi autóbusz-váróterem                  | 46 | 1175, 1592, 1665 5900, 5906, 5991, 6041 |
| 14 | Mernye, alsó                                         | 45 | 1175, 1592, 1665 5900, 5906, 5991, 6041 |
| 15 | Mernye, Kossuth Lajos utca                           | 44 | 1175, 1592 5900, 5906, 5991, 6041 |
| 16 | Mernye, Kossuth Lajos utca                           | 43 | 1175, 1592 5900, 5906, 5991, 6041 |
| 17 | Felsőmocsolád (Kisbabapuszta), forduló               | 42 | |
| 18 | Gamás, Vadépuszta                                    | 41 | 1175, 1592 5900, 5906, 5991, 6041 |
| 19 | Gamás, Jazvinapuszta                                 | 40 | 5906, 5991, 6041 |
| 20 | Gamás, temető                                        | 39 | 5906, 5991, 6041 |
| 21 | Gamás, községháza                                    | 38 | 5906, 5991, 6041 |
| 22 | Gamás, temető                                        | 37 | 5906, 5991, 6041 |
| 23 | Gamás, Jazvinapuszta                                 | 36 | 5906, 5991, 6041 |
| 24 | Somogybabod, alsó                                    | 35 | 5906 |
| 25 | Somogybabod, felső                                   | 34 | 1175, 1592 5906, 6041 |
| 26 | Somogybabod, Tardpuszta                              | 33 | 5906, 6041 |
| 27 | Somogytúr, községháza                                | 32 | 1592 5906, 6041, 6071 |
| 28 | Somogytúr, felső                                     | 31 | 5906, 6041, 6071 |
| 29 | Somogytúr, andocsi útelágazás                        | 30 | 1592 5906, 6071 |
| 30 | Visz, autóbusz-váróterem                             | 29 | 6071 |
| 31 | Látrány, alsó                                        | 28 | 5906, 6071 |
| 32 | Látrány, felső                                       | 27 | 5906, 6071 |
| 33 | Látrány, gyümölcsös                                  | 26 | 5906, 6071 |
| 34 | Balatonlelle, alsó                                   | 25 | 5906, 6071 |
| 35 | Balatonlelle, városháza                              | 24 | 5906, 6071 |
| 36 | Balatonlelle, vasúti megállóhely végállomás          | 23 | 1177, 1402, 1499, 1506, 1528, 1578, 1579, 1592, 1665, 1673, 1742, 1842 5906, 6040, 6041, 6042, 6043, 6071, 6101, 6195, 6374 S30, S34, S35, személyvonat, Déli<-parti sebesvonat, InterRégió, Déli<-parti InterRégió, Déli->parti InterRégió, Napfürdő InterRégió, Esti Csók InterRégió, Vitorlás InterRégió, Jégmadár expresszvonat, Aranypart expresszvonat, Ezüstpart expresszvonat, Aranyhíd expresszvonat, Balaton InterCity, Tópart InterCity, Agram-Tópart nemzetközi InterCity                                                    |
| 37 | Balatonlelle, Vágóhíd utca                           | 22 | 1402, 1499, 1506, 1528, 1578, 1579, 1665, 1842 6040, 6042, 6043, 6071, 6195 |
| 38 | Balatonlelle, benzinkút                              | 21 | 1402, 1499, 1506, 1528, 1578, 1579, 1665, 1842 6040, 6042, 6043, 6071, 6195 |
| 39 | Balatonboglár, orvosi rendelő                        | 20 | 1402, 1499, 1506, 1528, 1578, 1579, 1665, 1673, 1842 6040, 6042, 6043, 6071, 6195, 6374 |
| 40 | Balatonboglár, Platán sor                            | 19 | 1402, 1499, 1506, 1528, 1578, 1579, 1665, 1842 6040, 6042, 6043, 6071, 6195, 6374 |
| 41 | Balatonboglár, Vasútállomás                          | 18 | 1402, 1499, 1506, 1528, 1578, 1579, 1665, 1673, 1842 5988, 6040, 6042, 6043, 6071, 6175, 6176, 6195, 6374 S30, S34, S35, személyvonat, Déli<-parti sebesvonat, InterRégió, Déli<-parti InterRégió, Déli->parti InterRégió, Esti Csók InterRégió, Vitorlás InterRégió, Jégmadár expresszvonat, Aranypart expresszvonat, Ezüstpart expresszvonat, Aranyhíd expresszvonat, Balaton InterCity, Tópart InterCity, Agram-Tópart nemzetközi InterCity                                                                                           |
| 42 | Balatonboglár, Jankovich üdülőtelep                  | 17 | 1402, 1499, 1506, 1528, 1578, 1579, 1665, 1842 5988, 6040, 6042, 6043, 6071, 6195 |
| 43 | Ordacsehi elágazás                                   | 16 | 1402, 1499, 1506, 1528, 1578, 1579, 1665, 1842 5988, 6040, 6042, 6043, 6071, 6195, 6374 |
| 44 | Fonyód (Fonyódliget), Vasúti megállóhely bejárati út | 15 | 1402, 1499, 1506, 1528, 1578, 1579, 1665, 1673, 1842 5988, 6040, 6042, 6043, 6071, 6195 S30, S34, S35, személyvonat, Déli<-parti sebesvonat, InterRégió, Déli<-parti InterRégió, Déli->parti InterRégió, Vitorlás InterRégió, Jégmadár expresszvonat, Aranypart expresszvonat, Ezüstpart expresszvonat |
| 45 | Fonyód (Fonyódliget), Árpád utca                     | 14 | 1402, 1499, 1506, 1528, 1578, 1579, 1665, 1842 5988, 6040, 6042, 6043, 6071, 6195 |
| 46 | Fonyód (Fonyódliget), Alsó                           | 13 | 1402, 1499, 1506, 1528, 1578, 1579, 1665, 1842 5905, 5988, 6040, 6042, 6071, 6195, 6374 |
| 47 | Fonyód, Vasútállomás                                 | 12 | 1, 2 1499, 1506, 1528, 1578, 1579, 1665, 1673, 1723, 1842 5987, 5988, 6040, 6042, 6043, 6071, 6195, 6196 S30, S34, S35, személyvonat, Fenyves sebesvonat, Déli<-parti sebesvonat, InterRégió, Déli<-parti InterRégió, Déli->parti InterRégió, Helikon InterRégió, Esti Csók InterRégió, Vitorlás InterRégió, Jégmadár expresszvonat, Aranypart expresszvonat, Ezüstpart expresszvonat, Aranyhíd expresszvonat, Balaton InterCity, Tópart InterCity, Agram-Tópart nemzetközi InterCity, Adria nemzetközi InterCity                        |
| 48 | Fonyód (Bélatelep), Forduló                          | 11 | 1 1499, 1506, 1578, 1579, 1665, 1723, 1842 6042, 6043 |
| 49 | Fonyód (Alsóbélatelep), vasúti megállóhely           | 10 | 1 1499, 1506, 1578, 1579, 1665, 1673, 1723, 1842 6042, 6043 S34, S35, személyvonat, Fenyves sebesvonat, Déli<-parti sebesvonat, InterRégió, Déli<-parti InterRégió, Déli->parti InterRégió, Helikon InterRégió |
| 50 | Balatonfenyves, vasútállomás                         | 9  | 1499, 1506, 1578, 1579, 1665, 1673, 1723, 1842 6042, 6043 S34, S35, személyvonat, Fenyves sebesvonat, Déli<-parti sebesvonat, InterRégió, Déli<-parti InterRégió, Déli->parti InterRégió, Helikon InterRégió, Balaton InterCity, Tópart InterCity, Agram-Tópart nemzetközi InterCity, Balatonfenyvesi Gazdasági Vasút |
| 51 | Balatonfenyves, Pajtás utca                          | 8  | 1578, 1579 6042, 6043 |
| 52 | Balatonfenyves, alsó                                 | 7  | 1578, 1579 6042, 6043 |
| 53 | Balatonfenyves, Révész utca                          | 6  | 1578, 1579 6042, 6043 |
| 54 | Balatonmáriafürdő, Faluház utca                      | 5  | 1578, 1579 6042, 6043 |
| 55 | Balatonmáriafürdő, Cserfa utca                       | 4  | 1578, 1579 6042, 6043 |
| 56 | Balatonmáriafürdő, Bükkfa utca                       | 3  | 1578, 1579 6042, 6043 |
| 57 | Balatonkeresztúr, Aradi utca                         | 2  | 1578, 1579 6042, 6043 |
| 58 | Balatonkeresztúr, temető                             | 1  | 1578, 1579 6042, 6043 |
| 59 | Balatonmáriafürdő, vasútállomás                      | 0  | 1569, 1578, 1579, 1673, 1723 5976, 5986, 6042, 6043, 6103, 6160, 6162, 6163, 6166 S34, S35, személyvonat, Fenyves sebesvonat, Déli<-parti sebesvonat, InterRégió, Déli<-parti InterRégió, Déli->parti InterRégió, Helikon InterRégió, Balaton InterCity, Tópart InterCity, Agram-Tópart nemzetközi InterCity, Aranyhíd expresszvonat |